# Маргвелашвили, Тито Тадеозович
Тито Тадеозович Маргвелашвили (груз. მარგველაშვილი ტიტე თადეოზის ძე, 1891 — 17 октября 1946 года) — грузинский писатель, философ и политик.

## Биография
Учился в Лейпцигском университете. Получив докторскую степень по истории в Университете Галле-Виттенберга в 1914 году, вернулся в Грузию. Преподавал в гимназии в Кутаиси.
Член Грузинской национально-демократической партии. 26 мая 1918 года подписал Декларацию независимости Грузии.
Убеждённый противник большевистского режима, после советизации Грузии в 1921 году он эмигрировал в Германию и быстро стал одним из лидеров политической эмиграции Грузии, был избран руководителем крупной грузинской колонии эмигрантов в Берлине. Читал лекции по философии и востоковедению в Берлинском университете Фридриха Вильгельма и работал в грузинской эмигрантской газете «Кавказ». В 1931 году пережил семейную трагедию — его жена покончила с собой, потому что тосковала по дому.
После окончания Второй мировой войны жил в Берлине, в британском секторе оккупации — Вильмерсдорф. В декабре 1945 года он приехал в Восточный Берлин на встречу с Шалвой Нуцубидзе, встреча была организована агентами советских НКВД, которые использовали известного философа в качестве приманки. Арестованный во время своего визита к Нуцубидзе, Маргвелашвили содержался в тюрьме в восточной части города, допрошен и подвергнут пыткам, вывезен в Тбилиси и расстрелян в как коллаборационист в 1946 году.
Сын Гиви впоследствии стал известным немецко-грузинским писателем.